# 森林脑炎
森林脑炎（英語：Forest encephalitis），亦称蜱传脑炎（Tick-borne encephalitis，縮寫）是一种由森林脑炎病毒感染导致的累及中枢神经系统的病毒感染性疾病。该病首先在俄罗斯远东地区由米哈伊尔·楚马科夫等人发现，以春夏季发病为主，故该病曾被称为俄罗斯春夏脑炎（Russian spring-summer encephalitis）。该病临床表现为脑膜炎，脑炎或脑膜脑炎，在10％至20％的患者中观察到了长期或永久的神经精神病学后遗症。在欧洲大多数国家中，TBE病例数量一直在增加。TBE对欧洲人的健康构成了严峻的挑战，因为在过去的三十年中，欧洲所有流行地区的TBE病例报告数均增加了近400％。目前已知森林脑炎病毒可以感染多种宿主，包括反刍动物、鸟类、啮齿动物、食肉动物、马和人等，蜱是病毒传播的重要媒介，该病也可以从动物传播到人类。在欧洲，反刍动物和狗是人类主要的直接感染源。在中国，该病散发分布于东北林区和西北林区，蜱是人类主要的直接感染源。

## 临床表现

TBE感染的症状

该病中位潜伏期为蜱叮咬后8天（范围为4–28天），大多数患者表现为隐性感染，少数患者为显性感染。72–87％显性感染患者的临床表现为双相型，首发表现为轻度发烧、全身乏力、头痛、恶心、呕吐和肌痛等非特异性症状。显性感染的首发表现通常在1周内自行消退，并在第2周出现神经系统症状等继发表现。该病可导致长期的神经系统症状，包括脑炎、脑膜炎或脑膜脑炎。该病总体死亡率为1％至2％，但在出现神经系统症状的显性感染患者中，该病病死率可高达30%，死亡通常发生在神经系统症状出现后的5至7天。
患病动物主要表现为神经系统症状。在狗中，临床体征包括震颤、癫痫发作，严重者可能导致死亡。反刍动物则表现为拒绝进食、嗜睡，并出现呼吸道症状。 

## 病原学
TBE是由森林脑炎病毒引起的， 森林脑炎病毒隶属于黄病毒科黄病毒属，它于1937年首次被分离出来。该病毒可分为三个亚型：欧洲亚型（由篦子硬蜱传播），西伯利亚亚型（由全沟硬蜱传播），以及远东亚型（原名俄罗斯春夏脑炎病毒，由肩突硬蜱传播）。

## 流行病学

### 传染源和传播途径

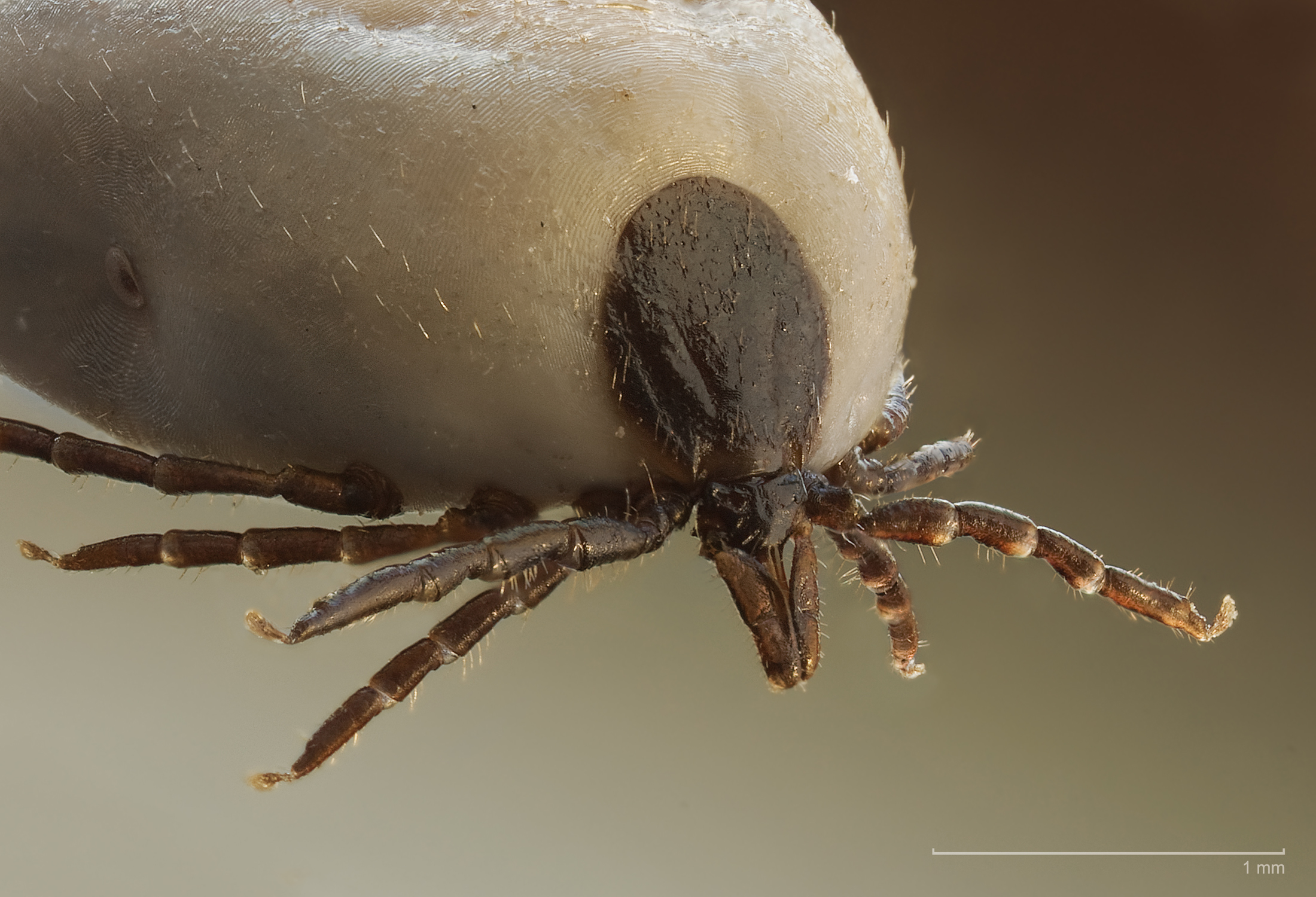
蜱为森林脑炎的传播媒介以及储存宿主，图中为吸饱血的雌性肩突硬蜱。

TBE主要是由感染森林脑炎病毒的蜱通过叮咬人类或其他动物传播的，主要包括肩突硬蜱（鹿蜱，Ixodes scapularis）、篦子硬蜱和全沟硬蜱。曾有报告表明该病可通过胃肠道传播，感染病毒的牛或山羊可通过乳汁排出病毒，饮用这些未经过巴氏消毒的含病毒的生牛奶或生羊奶可引起感染。2016年和2017年在德国巴登-符腾堡州曾报道食用生羊奶及新鲜山羊奶酪导致感染的病例，这些感染者均为隐性感染。

### 流行特征
截至2011年，该病在中欧和东欧以及北亚最常见。每年记录约一万至一万两千例，但每个地区的发病率差异很大。俄罗斯和欧洲每年报告约5,000-7,000例人类病例。在奥地利，自1960年代以来广泛的免费疫苗接种计划使2013年的发病率降低了约85％。 在德国，2010年代至少有95例（2012年），最多584例（2018年）的TBE。自2019年起报告的病例中，一半以上患者伴有脑膜炎，脑炎或脊髓炎等中枢神经系统并发症。针对德国的流行病学调查显示，感染的风险随着年龄的增长而增加；同时在40岁以上的人群中，男性比女性感染的风险更大。大多数病例是在巴伐利亚州（46％）和巴登-符腾堡州（37％）获得的，而在萨克森州、黑森州、下萨克森州和其他州则少得多。共有164个县被德国政府指定为TBE风险地区。其中，除海尔布隆县以外，巴登-符腾堡州所有的县均为TBE风险地区。在瑞典，大多数TBE病例发生在从斯德哥尔摩开始向西延伸的一块区域中，尤其是在湖泊和波罗的海附近地区附近。它反映了在这些地区从事户外活动的人口正逐年增加。总体而言，在欧洲从事林地活动的人的感染率为每10,000人/1例。在俄罗斯和斯洛文尼亚的某些地区，每年的发病率可能高达每10,000人/7例。 流行病学调查显示，前往流行区旅行的人很少发生感染，2000年至2011年间，从欧亚大陆返回的美国旅行者中仅报告了5例，发病率很低，以至于2016年，美国CDC仅建议对那些会广泛暴露于流行区的人群接种疫苗。

## 诊断
病原学诊断主要有病毒分离培养和血清学试验。目前临床上主要使用血清学试验（如ELISA、血凝抑制试验、中和试验和补体结合试验等）检测患者血清中特异性IgM和IgG抗体水平来进行诊断。在更复杂的情况下（例如在接种疫苗后）可能需要测试脑脊液中抗体的水平。临床很少使用病毒分离培养并进行PCR的方法，因为该病病毒血症时间短，在发病初期患者血清或脑脊液中病毒含量已经很低，故试验结果阳性率很低。

## 预防

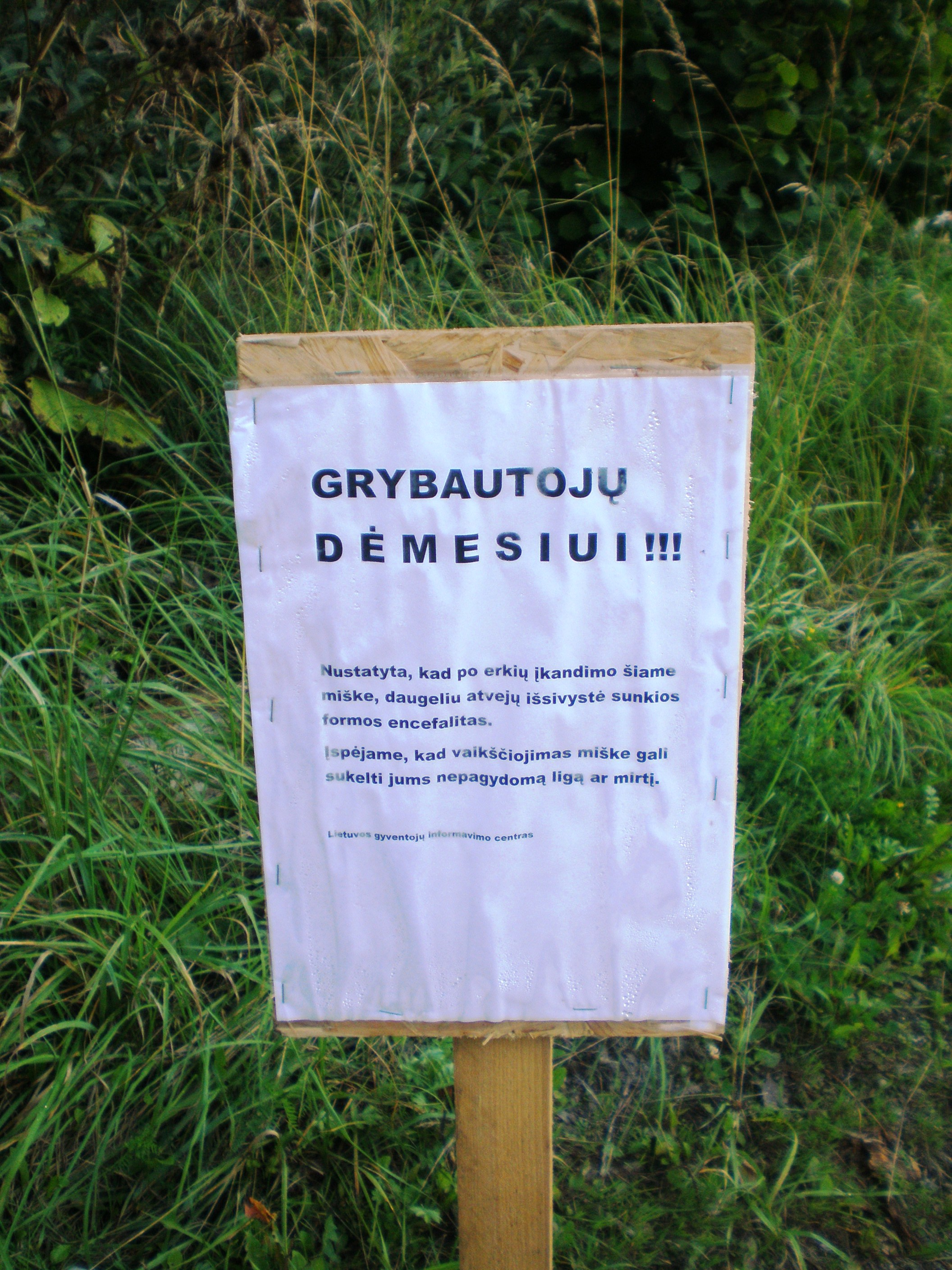
立陶宛森林的一个标志，警告该林区为森林脑炎易感区

预防手段包括预防蜱虫叮咬以及疫苗接种。 森林脑炎灭活疫苗非常有效，可在许多流行地区和旅行诊所使用。

## 治疗
没有针对TBE的特异性抗病毒治疗。感染早期使用大剂量丙种球蛋白、免疫血清或干扰素行抗病毒治疗对该病有一定疗效。由该病导致的神经系统症状和脑损伤需要根据病情的严重程度进行支持治疗，在特定情况下，可以考虑使用甾体抗炎药来缓解症状。严重时可能需要行气管插管或呼吸机支持。